# Hugo Sholto Oskar Georg von Douglas
Hugo Sholto Oskar Georg von Douglas (* 19. April 1837 in Aschersleben; † 19. April 1912 in Berlin), ab 1888 Graf Douglas, war ein deutscher Unternehmer und Politiker. Als Sohn einer reichen Aschersleber Familie aus dem schottischen Clan Douglas war er vor allem im Kalibergbau aktiv. Douglas war Mitglied des Preußischen Abgeordnetenhauses (1882–1912) sowie des Staatsrates, engagierte sich humanitär und in der Sozialpolitik. Auf Rügen erwarb er Schloss Ralswiek und ließ es grundlegend umbauen.

## Leben
Seine Vorfahren stammten aus dem alten schottischen Clan der Douglas aus den Central Lowlands. Aus Glaubensgründen emigrierte sein Zweig im Jahr 1772 aus Schottland und gelangte nach Aschersleben, das als Teil des Hochstifts Halberstadt zur Mark Brandenburg gehörte. Die Vorfahren waren hier zunächst für zwei Generationen als calvinistische Prediger in den reformierten Gemeinden tätig. Sie betrieben nebenbei Ackerbau, weil das Geld kaum reichte. Hugos Großvater Wilhelm Douglas entdeckte im Jahr 1795 bei Aschersleben eine Braunkohlenlagerstätte und gründete mit seinen Söhnen im Jahr 1828 einen Braunkohletagebau. Hugos Vater Gustav (1798–1877) wurde 1832 Aschersleber Bürgermeister und Abgeordneter des Kreistags. Durch den hohen Braunkohlebedarf und die Erschließung neuer Gruben wurde die Familie wohlhabend. Deshalb konnte Hugo in Berlin und Heidelberg Chemie studieren. Nach seinem Studium wurde er im neu entstandenen Kalibergwerk bei Staßfurt angestellt.
Im Deutschen Krieg 1866 und im Deutsch-Französischen Krieg 1870/71 avancierte er zum Major und erhielt das Eiserne Kreuz. Er war ab 1864 Mitbesitzer der Grube Alfred bei Calbe, die bis 1915 bestand. Im Jahr 1882 ließ er die Grube auf 57 Meter vertiefen. Im Jahr 1889 förderten über 200 Bergleute täglich 683 Tonnen Rohbraunkohle. Einige Kilometer westlich von Westeregeln entdeckte er unter einem Gipshut Kalisalze, legte Mutung ein und begann 1875 mit der Förderung von Carnallit. Er gründete das Kali- und Steinsalz-Bergwerk Douglashall und setzte sich seit 1879 für die Gründung des Deutschen Kalisyndikats ein.
Im Jahr 1881 wurde die Aktiengesellschaft „Consolidierte Alkaliwerke“ mit schon bestehenden Kaliwerken vereinigt. Douglas erweiterte die Zahl der Abbauschächte, um den gestiegenen Bedarf zu decken. Sein Kaliwerk in Westeregeln gehörte am Ende des 19. Jahrhunderts zu den weltweit größten seiner Art. Im Jahr 1884 wurde er in den Freiherrenstand erhoben. Er engagierte sich auch sozial: Im Jahr 1884 gründete er eine Zentralstelle für Volkswohlfahrt, den Evangelischen Trostbund und 1886 eine Stiftung der Familie und einen familieneigenen Kindergarten. Er bekämpfte den Alkoholmissbrauch und wurde 1899 wurde Vorsitzender des in diesem Jahre gegründeten Deutschen Vereins für Volkshygiene. Auch bei der Gründung des Deutschen Samariterbundes wirkte er mit.
Von 1882 bis 1912 war Douglas als Abgeordneter des Wahlkreises Magdeburg 7 (Calbe - Aschersleben) Mitglied des Preußischen Abgeordnetenhauses, wo er zunächst fraktionslos blieb und ab 1886 Mitglied der Fraktion der Freikonservativen Partei war. Politischen Einfluss hatte Douglas wegen seiner persönlichen Nähe zu Kaiser Wilhelm II. und seiner Familie. So vermutete Otto von Bismarck ihn als eine der wesentlichen treibenden Kräfte hinter den Februarerlassen. Wilhelm II. selber nannte Douglas eine sozialpolitische Autorität.
1900 gehörte er zu einem Konsortium mit August Thyssen, Hugo Stinnes und der Dresdner Bank, das die Saar- und Mosel-Bergwerks-Gesellschaft übernahm.
Hugo Sholto Graf Douglas starb in Berlin, wo er in der Viktoriastraße am Tiergarten ein Palais besaß, und wurde in Ralswiek in der Nähe seines Herrenhauses begraben. Nach seinem Tode verkauften die vielen teilhabenden Verwandten das gemeinsame Montan- und Industriebesitztum und teilten den Ertrag anteilig unter sich auf.
Die Universität Halle verlieh ihm die Ehrendoktorwürde, er wurde Ritter mehrerer Orden und Ehrenbürger der Stadt Aschersleben. Außerdem wurde nach ihm in Aschersleben die Douglasstraße benannt, in der die Verwaltung und der Kindergarten ansässig waren.

## Schloss Ralswiek
Wilhelm II. hatte ihn im Jahr seiner Thronbesteigung 1888 in den Grafenstand erhoben. Im Jahr 1891 erwarb Graf Douglas das Gut Ralswiek. Mit diesem Fideikommissgut wurde der Grafentitel erblich. Hier ließ er in den Jahren 1893/96 auf einer Anhöhe das von dem Berliner Architekten Gustav Stroh im Stil der französischen Loireschlösser entworfene Schloss Ralswiek bauen und den seit 1810 bestehenden Park in einen Landschaftspark mit vielen dendrologischen Seltenheiten umgestalten, die er bei der Weltausstellung in Schweden gekauft hatte. 1913 wurde der Marstall nach Plänen des Stralsunder Baumeisters Franz Juhre angebaut. Die Holzkapelle Ralswiek ließ der Graf im Jahr 1907 am Ortseingang aufbauen. Sein Sohn ließ das „Schloss“ genannte Herrenhaus in den Jahren 1912–1914 durch Henry van de Velde im Jugendstil neu ausstatten.
Der Kunsthistoriker Udo von Alvensleben notiert in seinem Tagebuch anlässlich eines Besuches in Ralswiek bei Gräfin Douglas, geb. Prinzessin Schoenaich-Carolath, nur wenige Jahre vor der Enteignung des Schlosses Ralswiek durch die Reichsmarine 1939:

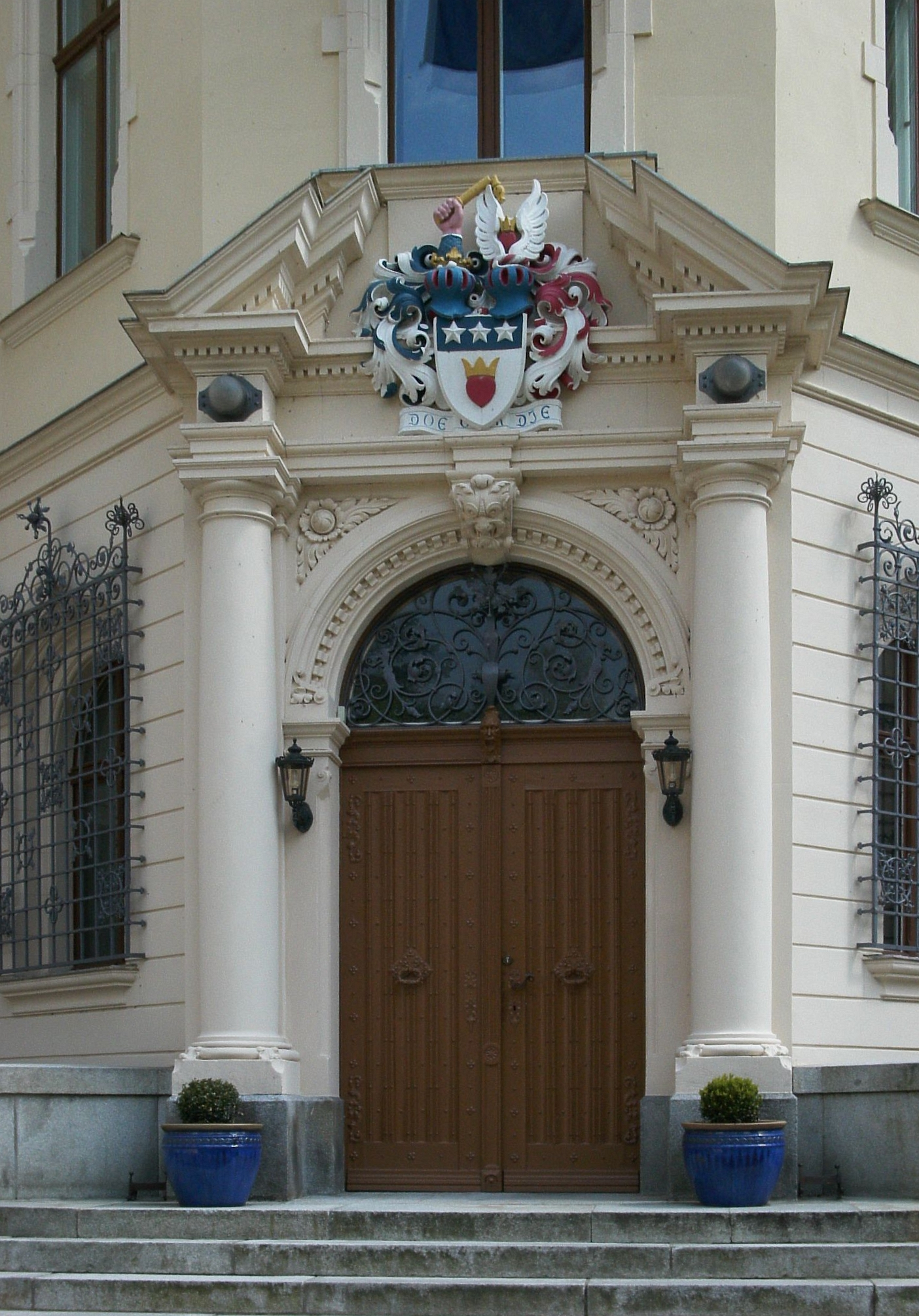
Schlossportal von Ralswiek mit dem Douglaswappen

„Ohne Zweifel hat er (Hugo Sholto Douglas) seine Standeserhöhungen mit Eifer betrieben und Wert auf Beziehungen zum Kaiserhaus gelegt. Seine Bilder und Lebensäußerungen zeigen etwas Festes, Kühnes, Großartiges. Er schuf für die fernste Zukunft. Er hoffte, ein Haus für die Ewigkeit zu begründen und den einstigen Douglasrang wiederherzustellen. Lange suchte er, wo die neue Baronie zu begründen sei, bis er endlich Ralswiek mit seiner Lage über dem Meer für würdig befand. Vergebens hatte der Kaiser versucht, ihn zum Ankauf von Urville in Lothringen oder von Bentschen in Polen zu bewegen. Auf dem von ihm ausgesuchten Platz und wohl wesentlich nach eigenen Ideen entstand das hohe Schloß am Meer, Nachfahr der Douglasschlösser in Schottland, mit Türmen bewehrt, eine verspätete Ritterburg, wie Uhland und Fontane sie besingen. Dicke Mauern, unvergängliche Materialien mußten es sein. Hohe Räume und Fenster, aus denen man rings über das Meer hinausblickte. Hier sollten seine Nachkommen wieder echte ritterliche Grundherren werden...
Was für ein Beweis für den moralischen Wert einer noch so unsicher begründeten Tradition. Die Douglasidee überwand alle Klippen des Reichtums und verpflichtete zu einem strengen Stil. Welch ein Unterschied zu den Auffassungen der meisten Leute, die in der Gründerzeit große Vermögen erwarben, die aber aus Mangel an einem Douglaskomplex seither meist wieder zerronnen sind. Ein Historiker wurde in das Douglasland in Marsch gesetzt, um Beweise für die mythische Abstammung zu erbringen. Was bedeutet es, daß dies mißlang? Die Idee als solche war stark genug, und im neuen Wappen, das hatte (er) durchgesetzt, prangten das mit der Königskrone gekrönte Douglasherz und die drei Sterne darüber. Die englische Literatur über die Douglas steht in vielen monumentalen Bänden in der Bibliothek von Ralswiek. Die Ruine von Douglas Castle präsentiert sich als Gemälde im Eßzimmer, und zahllose Schlösserbilder aus England hängen im Treppenhaus. Irgend etwas von Douglasromantik muß in dem alten Industriemagnaten gesteckt haben...“

## Familie
Am 25. April 1865 heiratete Douglas in Gottesgnaden bei Calbe (Saale) Jenny Amalie Reisner (* 17. Dezember 1841 zu Gottesgnaden; † 31. Januar 1913 in Berlin). Das Paar hatte vier Kinder:
- Morton Edmund Arran Sholto von Douglas (* 26. Januar 1866 in Aschersleben;[9] † 10. Juni 1908 in Flims[10] in der Schweiz), Dr. jur.
- Angus Karl Konstantin (* 16. November 1870 in Leopoldshall; † 21. Oktober 1938 in München)[11] ⚭ 1898 Margarete Anna Agnes von Enckefort (* 8. Oktober 1878; † 1938 Berlin) (⚭ 2° Hugo von Rosenberg [* 1875 Hannover; † 19. Okt. 1944 Berlin]); ⚭ 2° 31. Aug. 1923 Mechtildis Prinzessin v. Schoenaich-Carolath (5. Nov. 1884-)[12]
- Katharina Ellen Adelheid (* 1. September 1873 in Bleckendorf) ⚭ 4. Oktober 1894 Freiherr Erik von Barnekow (* 13. November 1860), Major a. D.[13]
- Ellen Antonie Jane Renate (* 1. Dezember 1881 in Aschersleben) ⚭ 1900 Ferdinand von Grumme-Douglas (* 5. Juni 1860; † 18. Juli 1937), Konteradmiral